# فالح عبد حاجم
فالح عبد حاجم (انگلیسی: Faleh Abed Hajim; ۱ ژوئیهٔ ۱۹۴۹ – ۱۸ سپتامبر ۲۰۱۹) بازیکن فوتبال اهل عراق بود.
وی همچنین در تیم‌های ملی فوتبال زیر ۲۰ سال عراق و عراق بازی کرده‌است.